# Fodina matacassi
Fodina matacassi är en fjärilsart som beskrevs av Pierre E.L. Viette 1982. Fodina matacassi ingår i släktet Fodina och familjen nattflyn. Inga underarter finns listade i Catalogue of Life.